# Космическая среда (радиопрограмма)
Космическая среда — еженедельная совместная радиопередача радиостанции «Голос России» и телестудии Роскосмоса об истории и современности российской космонавтики. Программа выходила по средам в 11 часов 30 минут (время звучания — 25 минут). Формат — тематический сюжет, интервью, новости космонавтики. Гости программы — представители Федерального космического агентства и предприятий космической отрасли, космонавты, ученые, конструкторы космической техники, астрономы.
Впервые вышла в эфир 18 ноября 2009 года. Последний выпуск состоялся 31 августа 2011 года.
С февраля 2012 года программа выходит в телевизионном формате под названием «Русский космос» по воскресеньям на спутниковом телеканале «GALAXY-TV» в пакете программ «Триколор ТВ» (Хр. -26 минут).
С 4 октября 2012 года радиопрограмма «Космическая среда» стала выходить на радио «Голос России» под названием «Программа полёта», выходит по четвергам, хронометраж - 10 минут (еженедельная совместная программа радио «Голос России» и студии Роскосмоса).

## Ведущие и корреспонденты
Ведущая программы: Мария Кулаковская
Специальный корреспондент программы «Космическая среда»: Максим Фалилеев (телестудия Роскосмоса) с ноября 2009 по август 2011 года.

## Интересные факты
- 22 сентября 2010 года интервью из космоса программе «Космическая среда» дал по телефону с борта Международной космической станции лётчик-космонавт, Герой России Федор Юрчихин[2].